# Jan Dorrestein

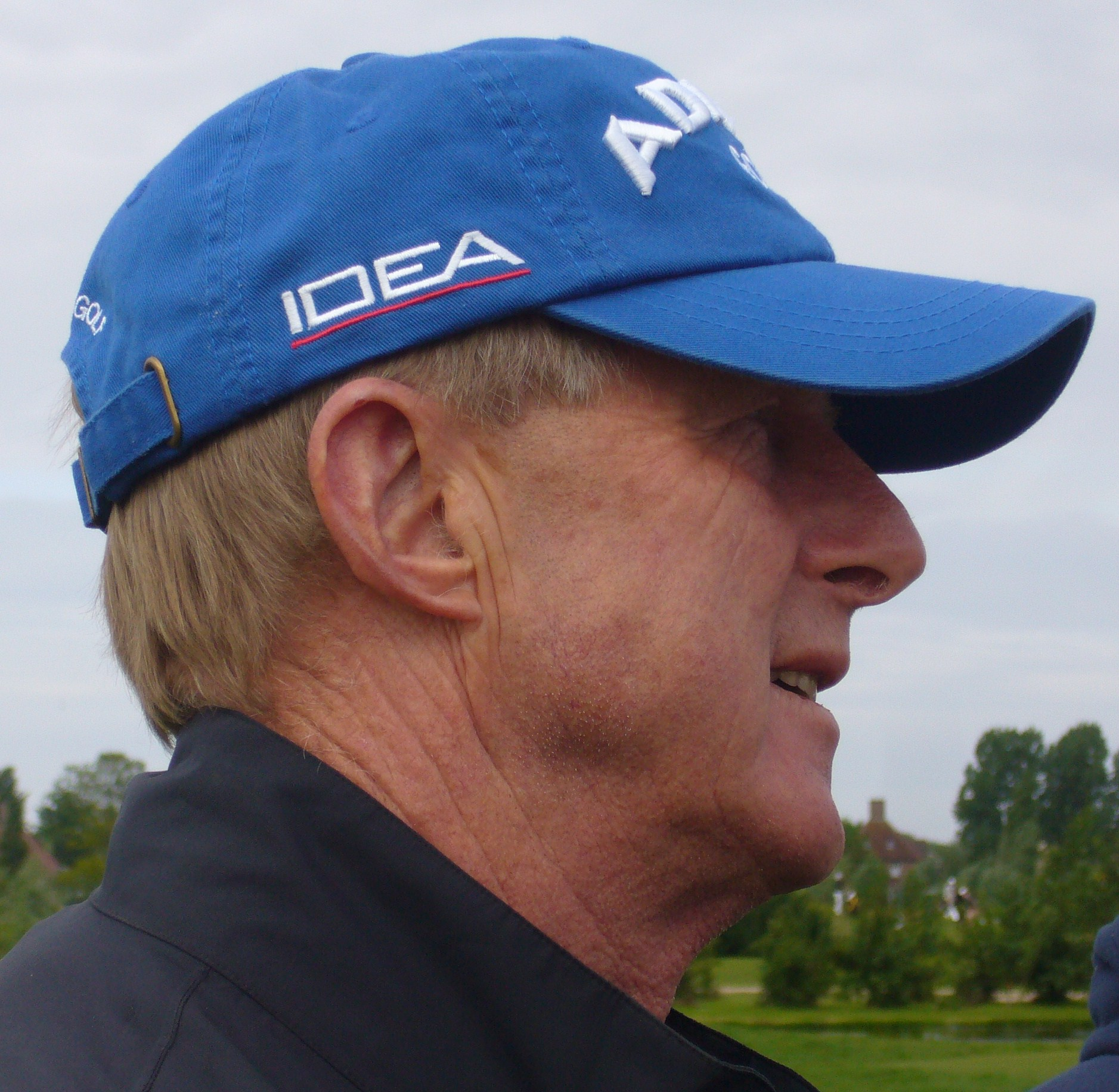
Jan Dorrestein

Johannes Gerardus Maria Dorrestein (Soest, 8 september 1945 – 5 april 2023) was een Nederlands golfprofessional.

## Caddie
Zijn vader Gerrit Dorrestein gaf sinds 1948 les op de Rosendaelsche Golfclub in Arnhem-Noord nabij Rozendaal, dus Jan groeide er op, samen met zijn broers Wim en Cees. In hun jeugd mochten ze de baan niet op totdat ze oud genoeg waren om te caddiën, dus ze speelden tussen de bomen en leerden al gauw onder de takken door te spelen. Eén keer per jaar werd er een caddiekampioenschap georganiseerd. Dorrestein won dat in 1962 en in 1964.
Tijdens zijn diensttijd zat Dorrestein in Den Helder waar hij golfles mocht geven en de baan onderhouden. Daarna werd hij assistent van Tony Littlechild op de Haagsche, waar onder andere ook Simon van den Berg assistent was. Onderling speelden ze om geld.  
Zijn broer Wim werd professional bij Golfclub Kromme Rijn, Cees gaf tot 2006 les op de Pan.

### Gewonnen
- 1962: Caddiekampioenschap op de Hilversumsche
- 1964: Caddiekampioenschap op de Veluwse

## Professional
Dorrestein werd in 1967 professional. Littlechild zorgde ervoor dat Dorrestein naar de Europese Tour ging. Het geld daarvoor werd door de leden bij elkaar gebracht zodat hij wat toernooien in Afrika kon spelen.  
Dorrestein was in de jaren zeventig de enige Nederlander die internationaal meetelde in de golfsport. Zijn eerste toernooi op het Europese Circuit was het Zwitsers Open in Crans in 1969, dat toen door de Italiaan Roberto Bernardini werd gewonnen. Twee keer won hij het Kenya Open. De enige andere Nederlander die daar ooit won, was Maarten Lafeber in 1999 met -19.

In 1972 eindigde Dorrestein op de 15de plaats bij het Brits Open op Muirfield.
Na 1974 gaf Dorrestein het Tour-spelen op. Hij had last van de yips en ging naar de Rosendaelsche om zijn vader op te volgen. De baan had toen nog maar negen holes, maar men was bezig plannen te maken om naar 18 holes uit te breiden. 
In 1975 was Dorrestein de laatste Nederlander die de cut haalde bij  het Britse Open tot 2005, toen Maarten Lafeber met een ronde van 70 zich kwalificeerde voor het weekend. Lout Mangelaar Meertens was erbij, als referee van zijn flight. 
In de jaren zeventig en tachtig behaalde Dorrestein zijn grootste successen, waaronder het Kenya Open, het Nationaal Open en Nationaal Profkampioenschap. In deze periode was hij woonachtig in de Arnhemse wijk Over 't Lange Water en Pro van de Rosendaelsche Golfclub.
In 1994 won Dorrestein op de Haarlemmermeersche Golfclub een Pro-Am door John Woof in een play-off te verslaan. Beiden hadden een score van -2. In 2009 werd hij Nederlands kampioen.
In 2010 was Dorrestein captain van het team dat de Interland Holland - België won.
Dorrestein gaf bijna 39 jaar les op de Rosendaelsche Golfclub. In 2010 nam hij officieel afscheid, maar hij bleef nog les geven en de Nederlandse PGA-toernooien spelen. Hij begeleidde paragolfers naar de Paralympische Spelen. Op de Rosendaelsche werd hij opgevolgd door John Boerdonk.
Jan Dorrestein overleed in 2023 op 77-jarige leeftijd.

### Gewonnen
- 1969: Nationaal Profkampioenschap
- 1970: Kenya Open met -11, Nationaal Profkampioenschap en Nationaal Open
- 1971: Twente Cup
- 1972: King Hassan II Trophy, Marokko
- 1973: Kenya Open met -8
- 1975: Nationaal Open
- 1981: Twente Cup
- 1982: achtste plaats KLM open
- 1983: Nationaal Profkampioenschap en Nationaal Open
- 1984: Nationaal Open
- 1985: Nationaal Profkampioenschap
- 1994: Pro-Am op de Haarlemmermeersche met -2
- 1995: Senior Cup op de Dommel
- 1996: Senior Cup op de Dommel
- 1997: Senior Cup op de Dommel
- 1998: Senior Cup op de Dommel
- 2002: Senior Cup op de Dommel, Nationaal Senior Open op Crayestein
- 2004: Senior Cup op de Dommel, Nationaal Senior Open op Crayestein, Polynorm PGA Trophy
- 2006: Senior Cup en Super Senior Cup op de Dommel, Nationaal Senior Open op Crayestein, Nationaal Open Matchplay op Geijsteren (finale tegen Ruben Wechgelaer)
- 2007: Senior Cup en Super Senior Cup op de Dommel, Nationaal Senior Open op Crayestein
- 2008: Super Senior Cup op de Dommel
- 2009: Super Senior Cup op de Dommel
- 2010: Super Senior Cup op de Dommel
- 2011: Super Senior Cup op de Dommel en de Senior Pro Tour
- 2012: Super Senior Cup op de Dommel
- 2013: Super Senior Cup op de Dommel
- 2014: Super Senior Cup op de Dommel

### Deelgenomen
- Vijf keer British Open waarvan drie keer laatste dag finish
- Twaalf keer World Cup
- KLM Open 2004

### Teams
- 1970 - 1973: World Cup
- 1973: Double Diamond International op de Prince's Golf Club in Sandwich
- 1974: Continentaal Europa tegen Brits Team op Gleneagles
- 2010: captain Nederlands team Interland Holland-België (winnaars)